# Qing Jing Jing
De Qing Jing Jing (of in eerdere notaties Ch’ing Ching Ching of Khing Khäng King) is een daoïstisch geschrift waarvan de wortels volgens de daoïstische traditie terug zouden gaan op de oude meester Lao Zi zelf. De volledige titel in het Chinees is: Taishang Laojun shuo chang Qing Jing Miaojing (Het Wonderbaarlijke Geschrift van de Zuivere Leegte en Innerlijke Stilte, zoals verwoord door de Hoogste Heer Lao).
De Daozang (daoïstische canon) bevat acht versies van dit geschrift in verschillende lengtes; een mogelijk iets oudere en langere versie ervan is de Qing Jing Xinjing ofwel het Hart Geschrift van Zuivere Leegte en Innerlijke Stilte. Hart betreft het Chinese begrip 'Hart' (Xin/Hsin) wat ook staat voor het denken/voelen of zelfdenken. Het zou tegelijkertijd ook kunnen verwijzen naar het feit dat het een basistekst is in het ‘hart’ van het daoïsme en naar het aanbevolen 'observeren' van het Hart als (zelf)denken.

## Geschiedenis van het geschrift
Naar de stijl van het geschrift zou het, net als de Dao De Jing en de Nei Yeh, kunnen dateren van de periode van de Strijdende Staten (475-221 v.C). Het is net als de Dao De Jing eerst oraal doorgegeven, mogelijk al in versvorm om de woorden van Lao Zi te kunnen reciteren.
De Qing Jing Jing zou voor het eerst vanuit de mondelinge overlevering opgetekend zijn door Ge Xuan (Ko Hsuän) ook wel de “Onsterfelijke Oudere Ge” genaamd, ten tijde van de Wu-dynastie (222-277).
Aan het eind van de 9e eeuw (Tang) en tijdens de Song (960-1260) werd de Qing Jing Jing populair binnen de School van “Perfecte Volmaaktheid” (Wikipedia) of “Volmaakte Waarachtigheid” (Schipper) ofwel de School van Quanzhen.
Moderne daoïsten en priesters binnen de school van Quanzhen beschouwen het als een centraal geschrift en reciteren de tekst veelvuldig. Zoals een van de moderne vertalers, Livia Kohn, het stelt:
The text serves to inspire the active practitoner and believer. It provides an easy handle on the realization of the Tao within the religious life. It is an exhortation to purity and meditation, a warning against bad thougts and deviant desires. Pious Taoists know this short and rhytmic text by heart— Livia Kohn
Een ander aan Lao Zi toegeschreven geschrift wat uit dezelfde traditie voorkomt als de Qing Jing Jing is de Nei riyong jing, Lao Zi's geschrift over de Richtlijnen voor de Dagelijkse Meditatie. In een iets andere versie wordt dit geschrift ook Zah Jung King genoemd.

## Inhoud
Kohn benadrukt het belang van het geschrift in haar boek 'The Taoist Experience' als ze het geschrift met de Dao De Jing en de Zhuangzi centraal stelt als bron voor het begrijpen van het begrip Dao. De eerste vier verzen van de Qing Jing Jinggaan over de Dao; vers 1 en 2 luiden:
De DaDao heeft als eerste beginsel en bron van het al geen vorm
Het is de oorsprong en voeding van Hemel en Aarde
Hoewel het geen drijfveren heeft, geen begeerte kent
is het de oorzaak van de omloop van Zon en Maan
(van de cirkelgang van het Zelf). (vers 1)
De DaDao kan niet benoemd worden
Het is de oorsprong en voeding van al het bestaande
Het is niet benoembaar,
om het een naam te geven stel ik Dao voor. (vers 2)
Volgens Louis Komjathy dateert de voor de Engelse vertalingen gebruikte tekst waarschijnlijk uit de 9e eeuw (Tang) en behoort het tot een groep teksten die de “Clarity and Stillness”, “Helderheid en Rust” literatuur genoemd worden.
Komjathy benadrukt de invloed van het (zen)boeddhisme op de Qing Jing Jing, maar ook het omgekeerde lijkt mogelijk. Die visie wordt versterkt na het bestuderen van de Nei Yeh waarin veel uitspraken over meditatie al in de vierde eeuw v.C geformuleerd zijn. In het gebruik van het begrip 'Leegte' is er mogelijk sprake van invloed van het boeddhisme (hoewel dat ook al in de Liezi een centraal begrip is).
Emerging under the influence of Buddhist insight meditation (vipasyana) and expressing a form of wisdom (zhi) based on the practice of observation (guan), the text combines the worldview of the Daode jing (Scripture on the Dao and Inner Power) with the practice of Daoist observation and the structure (as well as some content) of the Budhhist Panruao xinjing (Heart Sutra of Perfect Wisdom). It emphasizes the dual cultivation of clarity/ purity (qing) and “stilness/tranquility" (jing)— Louis Komjathy

## Vertalingen
Wie op het internet de Qing Jing Jing opzoekt komt de goed leesbare Engelse vertaling van Livia Kohn het meest tegen, naast de vertalingen van Silfung Tsun, Legge en Balfour. De laatste twee zijn uit (het einde) van de 19e eeuw.
Er zijn ook nog vertalingen in het Frans, Duits en Spaans te vinden. Er is slechts één vertaling in het Nederlands door Wuwen Zi, opgenomen in het boek Mediteren met Lao Zi.
Een recente vertaling komt van Eva Wong in haar boek Cultivating Stillness, A Taoist Manual for Transforming Body and Mind, dat geheel gewijd is aan de Qing Jing Jing. Het boek bevat diagrammen van Hunran Zi en een commentaar van Shuijing Zi (Shui-ch’ing Tzu), door haar gedateerd op de late Ming-periode (1628-1644 n.Chr.). Shuijing zi geeft commentaar op de meditatieve en fysiek/medische aspecten. Bovendien tracht hij de tekst te lezen en te becommentariëren vanuit de daoïstische, boeddhistische en confucianistische optiek.
Volgens Fabrizio Pregadio is de door Wong vertaalde tekst blijkbaar gebaseerd op de Qing Jing Jing Tuzhu, Geïllustreerd Commentaar op de Qing Jing Jing, voor het eerst in druk verschenen aan het eind van de 19e eeuw.
In het "Handbook of Daoism" vat Kohn de Qing Jing Jing als volgt samen:
The text describes the nature of the Dao as divided into Ying and Yang, clear and turbid (qing and zhuo), moving and quiescent (dong and jing), and stresses the importance of the mind in the creation of desires and wordly entanglements. It recommends the practice of observation to counteract this, i.e., the observation of other beings, the self, and the mind, which results in the realization that none of these really exists. The practioner has reached the observation of emptiness (kongguan).— Livia Kohn